# Гусев, Иван Константинович
Иван Костантинович Гусев (25.08.1898, д. Сковородино, Чухломский район, Костромская область, Российская империя — 1966, Ленинград, СССР) — советский военачальник. Генерал-майор береговой службы (04.06.1940., генерал-майор артиллерии (05.05.1952). Начальник Училища Противовоздушной обороны ВМФ СССР. Участник Великой Отечественной войны.

## Биография
Иван Константинович родился 25 августа 1898 года в деревне Сковородино Чухломского района Костромской области, Российской империи. Из крестьян.
Участник Первой Мировой войны. На военной службе с февраля 1917, рядовой 1-й запасной артиллерийской бригады (дислоцировалась в Москве, во время Октябрьского переворота перешла на сторону большевиков, принимала активное участие в подавлении вооруженного сопротивления войск верных Временному Правительству).
В РККА с 1918. Член ВКП(б) с 1919.
Участник Гражданской войны в России. Командир орудия бронепоезда, помощник командира взвода 1-й стрелковой дивизии в Костроме с 11.1917 по 2.1919.
В ВМФ с 1919.
Помощник командира с 2.1919 по 2.1921, командир батареи с 4.1921 по 10.1922, окончил подготовительное отделение Высшей военной педагогической школы (11.1922-1.1923) и вернулся на прежнюю должность, с 2.1923 по 10.1924 в Кронштадтской крепости.
Окончил курсы усовершенствования комсостава зенитной артиллерии в Севастополе (11.1924-10.1925).
Помощник командира 41-го артиллерийского полка по строевой части с 11.1925 по 1.1931, командир полка 41-го артиллерийского полка с 1.1931 по 6.1933.
Командир бригады ПВО БО обороны флота с 7.1933 по 2.1935.
Окончил КУСКС зенитной артиллерии в Москве (2-5.1935).
Помощник коменданта Кронштадтского УР по ПВО с 6.1935 по 4.1936.
Командир бригады ПВО КБФ с 4.1936 по 8.1938.
Начальник НИМАП — Научно-исследовательского морского артиллерийского полигона (Старейший в России и самый известный Ржевский полигон) с 8.1938 по 1.1940.
Начальник отдела зенитной артиллерии ВМУ БО им. ЛКСМУ с 1.-5.1940 (Севастопольское).
Начальник зенитной артиллерии ПВО ЧФ с 5.1940 по 12.1940.
Начальник отделения авиазенитной обороны при Высших Курсах Усовершенствования Начальствующего Состава (ВКУНАС) авиации ВМФ С 12.1940-3.1941.
Начальник отдела ПВО Высших Курсах Усовершенствования Начальствующего Состава (ВКУНАС) авиации и ПВО ВМФ с 3.1941 по 6.1941.
Начальник училища ПВО ВМФ с 6.1941 по 6.1942 (Стрельна — Энгельс).
В Великую Отечественную войну вступил в должности начальника Управления артиллерии ПВО ЧФ с 6.1942 по 5.1944. Весной и особенно в начале лета 1942 года резко обострилась ситуация на Черном море, возникла угроза потери Северного Кавказа. Противовоздушная оборона черноморских военно-морских баз и прилегающих морских коммуникаций не справлялась с возложенными задачами. Было принято решение для исправления критического положения на этот ответственный театр военных действий направить опытных специалистов.
Преподаватель кафедры ПВО АКОС ВВС при Военно-морской академии им. К. Е. Ворошилова с 6.1944 по 10.1946.
Начальник штаба ПВО 8-го ВМФ с 10.1946 по 10.1947.
С октября 1947 в запасе. Умер в 1966 году. Похоронен на Серафимовском кладбище в Санкт-Петербурге.

## Награды
- Орден Ленина (1945)
- Орден Красного Знамени (1944)
- Орден Красной Звезды (1936)
- Медаль «За победу над Германией в Великой Отечественной войне 1941—1945 гг.»
- Медали СССР